# Aerumnosa rhinocerata
Aerumnosa rhinocerata är en tvåvingeart som beskrevs av Werner Mohrig 1999. Aerumnosa rhinocerata ingår i släktet Aerumnosa och familjen sorgmyggor. Inga underarter finns listade i Catalogue of Life.